# Monika Zgustová
Monika Zgustová (* 22. března 1957 Praha) je česká spisovatelka a překladatelka z češtiny do španělštiny a katalánštiny. Je dcerou českých emigrantů a žije v Barceloně.

## Životopis
Pražská rodačka se ocitla v 16 letech v USA, když se její rodiče v roce 1973 rozhodli emigrovat. Studovala zde indologii, hindštinu, kurdštinu a kašmírštinu, k čemuž si přidala katalánštinu. Na Universitě Illinois získala doktorát v oboru srovnávací literatury. Po kratším pobytu v Paříži se odstěhovala do Barcelony, kde získala místo na univerzitě a začala překládat. Od konce 90. let se věnuje i vlastní tvorbě. Píše také články a úvodníky do španělských periodik El País a La Vanguardia a do Lidových novin.
Jejím prvním překladem byly Čapkovy Povídky z jedné a druhé kapsy. Mimořádný úspěch měl Haškův Švejk, na jehož překladu do katalánštiny pracovala deset let. Do katalánštiny i do španělštiny přeložila také díla Bohumila Hrabala, Jaroslava Seiferta, Václava Havla, Milana Kundery. Překládala i z ruštiny (Dostojevskij, Babel, Achmatovová, Cvetajevová). Bohumilu Hrabalovi, jehož osobně poznala, věnovala biografickou knihu, román-esej, V rajské zahradě trpkých plodů. Kromě povídkové knihy Grave cantabile napsala několik románů. Získala více než 10 různých ocenění a její díla byla přeložena do 9 různých jazyků.
Román Tichá žena byl nominován na Národní cenu Španělska, Valjina noc získala ocenění Amat-Piniella za nejlepší knihu roku 2014. Za román Oblečené k tanci na sněhu obdržela v roce 2017 španělskou cenu Calamo.
Ve Španělsku organizovala kulturní a propagační akce, přednášky českých osobností aj, v rámci programu Erasmus výměny studentů mezi Univerzitou v Santiagu de Compostela a českými univerzitami. Jako podporu výuky přeložila povídky Jiřího Suchého, Univerzita v Santiagu je vydala jako dvojjazyčný česko-galicijský text. V roce 2010 vyšel její překlad knihy Aloise Jiráska Z Čech a na konec světa do španělštiny a galicijštiny.
Za dlouholetou činnost ve prospěch České republiky ve Španělsku byla v roce 2009 nominována na cenu Gratias Agit a v roce 2010 byla oceněna Medailí MZV ČR za propagaci pozitivního obrazu České republiky ve Španělsku.

## Česky vydané knihy
- V rajské zahradě trpkých plodů : o životě a díle Bohumila Hrabala (1997)
- Grave cantabile (2000)
- Peppermint frappé (2002)
- Tichá žena (2005)
- Zimní zahrada (2008)
- Růže od Stalina (2015)
- Revolver v kabelce  - Životy Vladimíra Nabokova (2017)
- Oblečené k tanci na sněhu (2020)
- Potmě jsme se viděli lépe (2022)
- Překladatelka haiku (2023)[4]